# Famille Sauli
 (août 2024).
Si vous disposez d'ouvrages ou d'articles de référence ou si vous connaissez des sites web de qualité traitant du thème abordé ici, merci de compléter l'article en donnant les références utiles à sa vérifiabilité et en les liant à la section « Notes et références ».
La famille Sauli est une famille génoise de notables d'où furent issus, de la fin du XVe siècle à la fin du XVIIe siècle, plusieurs doges, évêques et cardinaux.

## Histoire

Armes de la ville de Cervione.

Le patronyme comporte le prénom Saül (en italien « Saul »), auquel est ajouté le suffixe de filiation -i. Saül était le premier roi d'Israël, et il s'agit également du nom juif de saint Paul. On peut penser à un nom porté par des juifs, mais il semble bien que Saul ait, en Italie, été utilisé aussi comme nom de baptême. Étymologie : hébreu sha'ûl = demandé.
Les origines de la famille Sauli se trouvent dans la ville de Lucques. Impliquée dans la lutte entre Guelfes et Gibelins qui enflammait le Trecento, elle a été chassée pour guelfisme et s'enfuit à Gênes où, avec l'argent accumulé par les administrations précédentes, la ville a commencé un commerce profitable des soies et des tissus de la région de Saint-Georges. Le commerce est devenu riche et la famille, encore plus puissante, est restée inscrite dans le Livre d'Or de la noblesse en 1576. Elle gagna aussi en notoriété pour avoir financé des artistes et des chefs-d'œuvre architecturaux, y compris l'église de Santa Maria di Carignano, conçue par Galeazzo Alessi.
Des membres éminents de la famille étaient l'ambassadeur Bandinello Sauli, qui a érigé l'église ci-dessus et ses fils Francesco et Stefano, protonotaire apostolique et écrivain.
Dans les annales Paolo Sauli est à noter qu'il a donné en 1609 à la ville une somme d'argent considérable pour la construction d'un pont entre les collines de Carignano et Sarzana. Le travail fut plus tard complété par Domenico Sauli (son descendant), scientifique, marchand et politique au service du Duc de Milan, ainsi que fervent religieux promoteur d'une union des commandes des Barnabites et des Jésuites, père de Saint Alexandre Sauli.
Parmi les autres héritiers, Marcantonio Sauli, l'un des plus célèbres Jurisconsultes la république de Gênes, Ottaviano, qui était un homme d'armes et militaire, et Filippo Sauli qui est devenu helléniste et linguiste et a légué à l'hôpital des Incurables la vaste collection de sa bibliothèque.
Certains membres de la famille Sauli sont devenus gouverneurs de la Corse pendant la république de Gênes tandis que Francis Sauli était ambassadeur en Espagne au nom de la ville en 1654.
La famille compta en tout vingt-neuf sénateurs de la république de Gênes, trois doges, dont un ancien ambassadeur à Vienne.
Au cours de la période entre les XVIIIe et XIXe siècles sont à retenir Gaspare Sauli, écrivain, savant et poète et son frère Cristoforo Sauli, un homme politique qui a occupé des postes importants dans la ville à l'époque napoléonienne. Le fils de Gaspare, Francesco, est devenu ambassadeur pour les tribunaux de Saint-Pétersbourg et Londres, puis sénateur du royaume d'Italie. Damiano Sauli était amiral et fabricant de cale sèche à Gênes.

## Personnalités

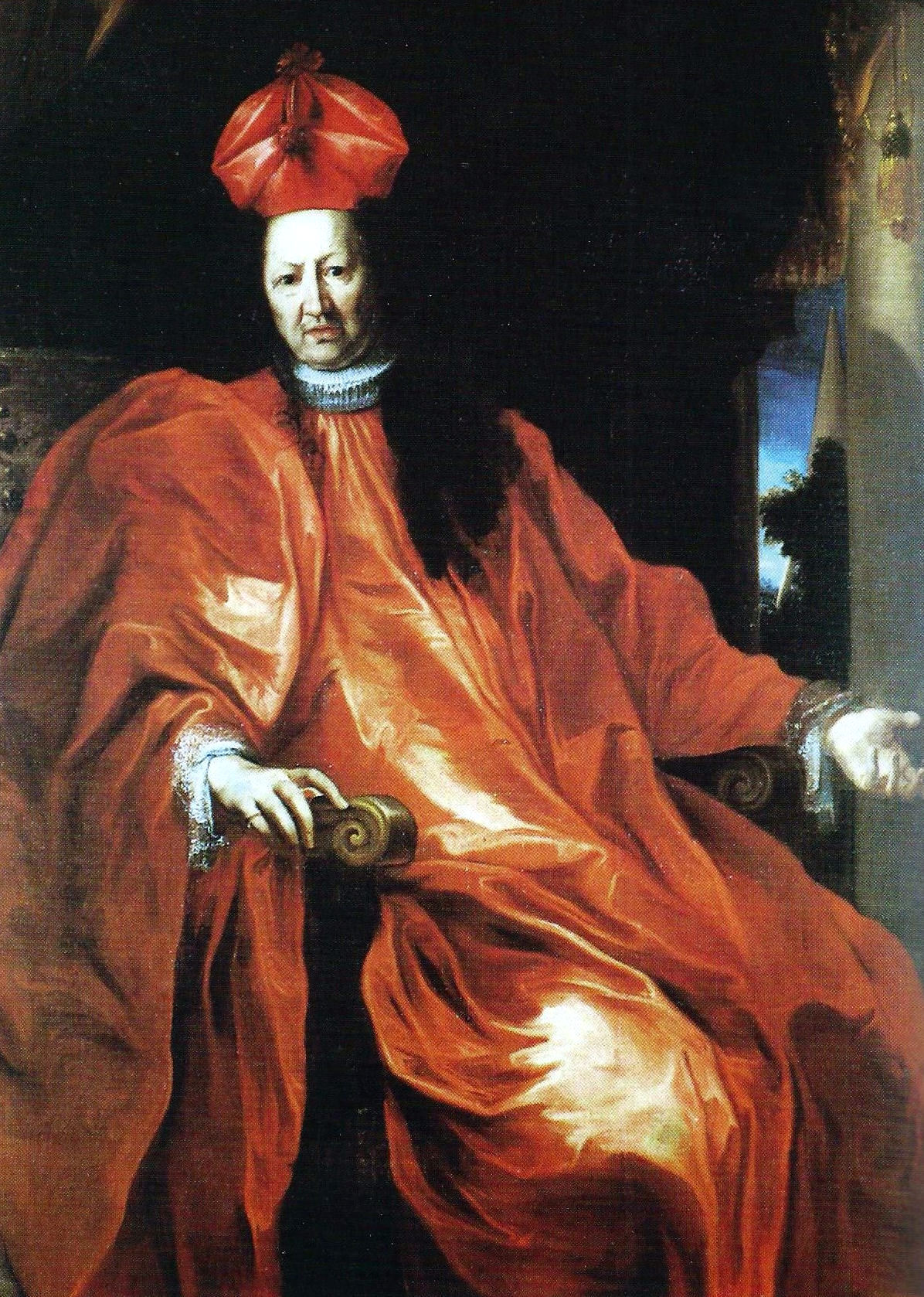
Francesco Maria Sauli-doge

- Alexandre Sauli : 15 février 1534 - 11 octobre 1593, a été évêque d'Aléria. Reconnu comme saint par l'église catholique, il est le patron de la ville de Cervione et fêté le 11 octobre[1].

### Cardinaux
- Antonmaria Sauli : 1541 - 1623, oncle des cardinaux Alfonso Visconti (1599) et Girolamo Lomellini (1652).
- Bandinello Sauli : 1494 - 1518

### Doges de Gênes
- Lorenzo Sauli : 22 février 1599 - 21 février 1601
- Giulio Sauli : 12 octobre 1656 - 12 octobre 1658
- Francesco Maria Sauli : 19 septembre 1697 - 26 mai 1699 (mort durant sa charge)